# Lea Sölkner
Lea Sölkner, avstrijska alpska smučarka, * 24. december 1958, Tauplitz, Avstrija.
Svoj največji uspeh je dosegla na Svetovnem prvenstvu 1978, ko je postala svetovna prvakinja v slalomu. V svetovnem pokalu je tekmovala osem sezon med letoma 1976 in 1984 ter dosegla eno zmago in še devet uvrstitev na stopničke. V skupnem seštevku svetovnega pokala se je najvišje uvrstila na 6. mesto leta 1982, v slalomskem seštevku pa je osvojila tretje mesto leta 1979.